# Pantaleo Carabellese
Pantaleo Carabellese (Molfetta, 6 luglio 1877 – Genova, 19 settembre 1948) è stato un filosofo italiano.

## Biografia
Laureato in storia a Napoli (1901) e poi a Roma in filosofia (1906), insegna filosofia prima al ginnasio regio di Albano Laziale (1908) e poi a Palermo (1922-1929) e a Roma (1929-1948), sposandosi nel 1936. 
A partire da una critica ferrata alla dottrina cartesiana (Le obbiezioni al cartesianesimo, 3 volumi, 1946; Il circolo vizioso in Cartesio, 1938),  portò a compimento studi critici su diversi autori, tra i quali spiccano Immanuel Kant e Antonio Rosmini (tesi di laurea).  Elaborò la dottrina dell'"ontologismo critico", in cui l'essere non è mero oggetto della coscienza ma è  a essa intrinseco come fondamento irriducibile, cioè "essere-di-coscienza", che in ultima istanza altri non è che Dio (che, come già asseriva Vico, "è" e non "esiste").
Difese l'oggettività essenziale dell'Essere e la filosofia, non come sapere specialistico trincerato, ma come operatrice "per l'umanità tutta" così che "la coscienza filosofica esplica quella teoria che nel diversificarsi concreto della spiritualità risulta necessariamente implicita." E allora "lo sforzo della filosofia non potrà mai, quindi, essere compiuto atto"--seppure "la teoria...si...attu[i] sempre in una pratica, che è l'altro termine del concreto" (Il Problema della Filosofia da Kant a Fichte, p. 7).  Insomma Carabellese difese la filosofia come ascesa teoretico-razionale a realtà teologiche, o come sentiero che volge al fondamento comune della vita politica e che alla politica rimane irriducibile.

## Opere
- Critica del concreto, (1921)
- Il problema della filosofia da Kant a Fichte (1781-1801),  (1929)
- Il problema teologico come filosofia, (1931)
- L'idealismo italiano, (1938)
- Il circolo vizioso in Cartesio, (1938)
- Le obbiezioni al cartesianesimo, (tre volumi: Il metodo, L'idea, La dualità, 1946)
- L'idea politica d'Italia, (1946)
- Da Cartesio a Rosmini. Fondazione storica dell'ontologismo critico, (1946)
- L'essere e la manifestazione parte II, [corsi del 1947-1948], (1998)
- L'essere e la manifestazione: Dialettica della Forme, [corsi del 1947-1948], (2005)
- L'essere, (1948)